# Salvatore Trapani
Salvatore Trapani (Trapani, 25 giugno 1933) è un botanico italiano, è stato direttore dell'Orto botanico di Palermo e ha insegnato presso la facoltà di Agraria dell'Università degli Studi di Palermo. Le sue pubblicazioni includono lavori su modificazioni anatomiche in diverse specie, l'azione di fitormoni, la tassonomia del genere Limonium e ricerche sulla flora e vegetazione di alcune isole siciliane.

## Biografia
Si laurea in Scienze Naturali nel 1955 e in Scienze Biologiche nel 1958. È stato Ordinario di Botanica generale presso la Facoltà di Agraria dell’Università degli studi di Palermo. È stato membro della Società Botanica Italiana e della Società italiana di Fisiologia vegetale sino al 2005.  Dal 1999 al 2004 è direttore dell’Orto botanico di Palermo.  Le principali linee di ricerca riguardano studi di morfologia, fisiologia, tassonomia, flora e vegetazione.  Le pubblicazioni più rilevanti inerenti all’attività di ricerca sono state svolte nell’ambito della botanica.
Le indagini sono state rivolte alle modificazioni anatomiche che si determinano negli organi di alcune specie dei generi Calendula, Carica, Iberis, Limonium, Palaeocianus, in relazione al loro habitat. Le osservazioni hanno evidenziato le strategie xeromorfiche delle specie nel tollerare fenomeni di stress adattandosi agli habitat salini, per cui possono essere utilizzati come indici corologici.
Le ricerche riguardano l’azione di diversi fitormoni e di altri composti chimici sull’auxesi, sull’influenza dei parametri ambientali, sull’ontogenesi, sulla produttività e sui danni provocati dalle concentrazioni di elementi nocivi in piante vascolari di un ecosistema urbano. Interessano anche i modelli di sviluppo del gravitropismo, la localizzazione enzimatica in granuli di polline su piante coltivate in vivaio e il confronto fra il calcio e il lantanio nel rilascio delle perossidasi dalle pareti cellulari.
I parametri anatomici, inerenti all'indagine sull'organizzazione morfo-anatomica delle foglie delle specie del genere Limonium caratterizzanti il gruppo Limonium intermedium e il gruppo Limonium bocconi, hanno consentito l'elaborazione di una chiave analítica nell’ambito dei rispettivi gruppi. Flora e vegetazione Le ricerche riguardano la flora e la vegetazione delie isole para sicule (Isola delle Femmine, Favignana e Levanzo), le piante officinali delle isole Egadi (Levanzo e Favignana), la segnalazione delie avventizie Pennisetum ruppellii, Euphorbia geniculata, il comportamento della sterculacea Cheirostemon platanoides presente nell’orto botánico di Palermo e la presenza della stazione fítosociologica Isoetion nella “PIAÑA DEI GRECI” (Sicilia occidentale).

## Opere
- Ricerche sull'allungamento cellulare determinato dalla cinetina e dall'associazione di questa con acido gibbrellico o indolacetico., Lav. dell'Ist. Bot. e del Giard. Col. di Palermo, vol. XX, 1963
- Pennisetum ruppellii Steud, avventizia nel palermitano, Lav. dell'Ist. Bot. e del Giard. Col. di Palermo, vol. XXI, 1964
- S. Trapani, A. De Leo - 1965 - Ricerche sull'azione della cinetina in funzione delle riserve contenute nei semi - Lav.dell'Ist.Bot. e del Giard.Col. di Palermo, vol. XXII
- Azione dell'acido gibberellico, della cinetina e del cloruro di (2-cloroetil) trimetil-ammonio sull'accrescimento di alcune piante erbacee, Lav. dell'Ist. Bot. e del Giard. Col.di Palermo, vol. XXV, 1971
- C. Marcenò, S.Trapani - 1978 - L'Isoetetum duriaei (Isoetion) nella Piana dei Greci (Sicilia occidentale)- Atti dell'Acc. di Scienze,Lettere ed Arti di Palermo, Serie IV,vol. XXXV, Parte I.
- F. Grisafi, A.Orlando, S.Trapani, E.Bellini - 1984 - Inhibition of gravitropism in etiolated radish hypocotyls by chloramphenicol - Ann.of Bot. 53, 541-547.
- S. Trapani - 1986 - Confronto sugli effetti del calcio e del lantanio sul rilascio delle perossidasi dalle pareti cellulari di radici di orzo - Atti dell'Acc. di Scienze,Lettere ed Arti di Palermo, Serie V, vol.IV, Parte I.
- P. Colombo, M. R. Melati, A. Scialabba, S. Trapani, M. Sortino - 1989 - The ecomorphology of Carica quercifolia Solms-Laub in a mediterranean climate - Agriculture Ecosystems and Environment, 27, 397-409.
- S. Trapani, P.Colombo, S.Romano - 1991 - Ricerche morfo-anatomiche e cariologiche su Palaeocyanus crassifolius (Bertol.) Dostàl, endemita maltese - Atti dell'Acc. di Scienze, Lettere ed Arti di Palermo, Serie V, vol. XI, Parte I.
- P. Colombo, S.Trapani - 1992 - Indagini morfo-anatomiche su Limonium serotinum (Rchb.) Pignatti e su Limonium sinuatum (L.) Miller - Atti dell'Acc. di Scienze, Lettere ed Arti di Palermo, Serie V, vol. XII, Parte I.
- S. Trapani - P. Colombo - N. Chifari, 1996 - Indagini morfo-anatomiche su Limonium mazarae Pignatti e su Limonium panormitanum (Tod.) Pignatti, endemiche sicule. Atti dell'Acc. Scienze, Lettere ed Arti, Palermo.
- F. Grisafi, D. Manzo, S. Trapani and M. Sajeva, 1996 - Growth patterns and gravitropic curvature of radish hypocotyls. Cytobios, 86, 255-264.
- S. Trapani, P. Colombo, 1997 - Anatomia delle foglie di alcune specie del genere Limonium (Plumbaginaceae): caratteri di interesse tassonomico. Atti dell'Acc. Scienze, Lettere ed Arti, Palermo.
- S. Trapani, P. Colombo, N. Chifari, 1997 - Morpho-anatomical and systematics observations on the leaf of six Limonium species. Il Naturalista Siciliano, S.IV, XXI (1-2), pp. 75-82.
- Alaimo M. G., Colombo P., Firetto A., Trapani S., Vizzì D., Melati M. R., 2003 – Stress-induced injures and trace element concentrations in vascular leaf plants from an urban environment (Palermo, Italy). Trace elements Med. Biol. Vol. 17, 65-74.
- Grisafi F., Bonafede E., Grisafi C., Trapani S., 2005 - An evaluation of biodiversity in Triticum durum (Graminee) through measurements of potential productivity. Bocconea, 16(2), 807-813.